# Andrés de Santa María
Andrés de Santa María, né à Bogota le 6 décembre 1860 et mort à Bruxelles le 29 avril 1945, fut un peintre colombien.

## Vie personnelle
À l'âge de deux ans, Andrés de Santa María part vivre avec ses parents en Angleterre.